# Systemrisiko bei Bauarbeiten
Das Systemrisiko bei Bauarbeiten ist das Risiko, dass es trotz einwandfreier Ausführung der Bauleistung (nur) aufgrund des ausgewählten Systems zu Mängeln kommt. Es ist vom Baugrundrisiko grundsätzlich zu unterscheiden.
Nach dem deutschen privatem Baurecht liegt das Systemrisiko, soweit das System vom Auftraggeber gewählt wurde, im Normalfall bei diesem.
Ein Systemrisiko bei der Ausführung von Bauarbeiten liegt dann vor, wenn Mängel oder Schäden im Zusammenhang mit der Ausführung von Bauarbeiten deshalb eintreten, weil eine Systemkomponente, die der Auftraggeber beistellt – wie z. B. der Baugrund oder Müllkörper –, zwar abstrakt/generell richtig beschrieben wurde (z. B. Müll im Zersetzungsstadium), dessen individuell/konkrete Reaktion im Zusammenhang mit den Bauarbeiten jedoch letztlich nicht vorherbestimmt werden kann (z. B. die Dauer, das Ausmaß und der konkrete Setzungsbereich).

## Rechtsprechung
- OLG München, Urteil vom 15. Oktober 2003, Az.: 27 U 89/01